# Ivo Vojnović
Ivo Vojnović (Dubrovnik, 9. listopada 1857. – Beograd, 30. kolovoza 1929.), hrvatski književnik.

## Životopis
Osnovnu školu je završio u Splitu. Gimnaziju pohađa u Splitu i u Zagrebu gdje je maturirao u Klasičnoj gimnaziji 1875. godine. U Zagrebu završava studij prava 1879. godine.
Najistaknutiji dramski pisac moderne, često nazivan i posljednjim velikim dubrovačkim piscem.
U književnosti se javlja 1880. kada mu August Šenoa, tada urednik časopisa Vijenac objavljuje pripovijetku Geranium. Uslijedila je pripovijetka Perom i olovkom 1884. i kraći roman Ksanta 1886.
U razdoblju između 1891. i 1901. nastaju pjesme iz zbirke Lapadski soneti. Dva soneta iz te zbirke (Prelude i Na Mihajlu) uokviruju njegovu Dubrovačku trilogiju, najpoznatiji dramski kompleks koji obuhvaća drame Allons enfants, Suton i Na taraci - kronika o propasti Dubrovačke Republike. Temu dubrovačkoga života obrađuje i u dramama Ekvinocijo i Maškarate ispod kuplja.
Njegov dramski prvijenac Psyche 1889. označava zaokret kako u hrvatskom kazalištu, tako i u književnosti. Naime, povodom otvorenja nove zgrade Hrvatskoga narodnoga kazališta održan je natječaj za praizvedbu drame. Iako je favorit bio Ante Tresić Pavičić s povijesnom tregedijom na tragu devetnaestostoljetne kazališne tradicije Veliki Simeon, pobijedila je ipak Vojnovićeva salonska komedija, a njemu je priskrbila atribut začetnika moderne hrvatske drame.

## Dramski opus
Njegov se dramski opus običava dijeliti na tri tematska kruga:
- drame iz dubrovačkoga života: Ekvinocijo, Dubrovačka trilogija (Allons enfants, Suton, Na taraci), Maškarate ispod kuplja
- drame kozmopolitskog karktera: Psyche, Gospođa sa suncokretom
- drame nastale na temelju narodne predaje, s političko-tendencionalnom notom: Smrt majke Jugovića, Lazarovo Vaskrsenje
- Prolog nenapisane drame

Po Ivu Vojnoviću nazvana je ulica na Lapadu (Vojnović).

## Vanjske poveznice
- Vojnović, Ivo Hrvatska enciklopedija
- Pjesniku Dubrovnika... NSK.hr
- Zvonimir Milčec, Gospar među purgerima, www.zagreb.hr